# Berchem, Luxemburg
Berchem (luxemburgska: Bierchem) är en ort i kommunen Roeser i  kantonen Esch-sur-Alzette i Luxemburg. Berchem ligger 277 meter över havet och antalet invånare är 863.